# Порьюс
По́рьюс (швед. Porjus) — село в Швеции, в коммуне Йокмокк в лене Норрботтен, в исторической провинции Лаппланд, части Лапландии. Через село проходит европейский маршрут E45. Население 210 человек (31 декабря 2018).
Расположено на реке Лулеэльвен. К юго-западу от Порьюса находится озеро Скалька. ГЭС Порьюс построена в 1910—1915 годах. Гидроэлектростанция снабжала железные рудники Кируна и Елливаре и электрифицированную железную дорогу Нарвик—Лулео, по которой перевозилась железная руда. К 1940 году ГЭС была одной из крупнейших в стране, её мощность составляла 98 МВт (по другим данным 110 МВт), уступала лишь ГЭС Олидан (166 МВт) в Тролльхеттане. Перед Второй мировой войной было начало расширение до 135 МВт (по другим данным до 140 МВт). Из-за суровых зим гидроэлектростанция сооружена под землёй. В настоящее время мощность электростанции составляет 480 МВт. Ниже по течению была построена ГЭС Харспрангэт.
28 октября 1944 года в ходе «Операции Obviate» против линкора «Тирпиц» бомбардировщик Avro Lancaster NF920 Easy Elsie с базы Лоссимут в Шотландии разбился в болоте близ Порьюса.
- Обломки бомбардировщика Avro Lancaster NF920 Easy Elsie в болоте близ Порьюса